# Die Madonna des heiligen Franziskus (Correggio)
Das Gemälde Die Madonna des heiligen Franziskus  von Correggio ist in Dresden, in der Gemäldegalerie Alte Meister, ausgestellt.

## Bildbeschreibung

### Einführung
„Die Madonna des heil. Franciscus. Unter einem von ionischen Säulen getragenen Rundbogen vor einfacher Berglandschaft thront Maria auf hohem Sockel, dessen unterer Teil von zwei naturfarbenen nackten Knäblein, die zugleich ein Medaillon mit der Darstellung des Moses mit den Gesetzestafeln halten, gestützt wird. Das nackte Christkind auf ihrem Schoosse erhebt segnend die kleine Rechte; sie selbst streckt, milde herabblickend, ihre Rechte über das Haupt des heil. Franciscus aus, der mit gebeugtem Knie links unten neben dem Throne steht, die linke Hand an seine Brust presst und entzückt emporblickt. Hinter ihm steht der heil. Antonius. Rechts neben dem Throne aber stehen Johannes der Täufer, welcher, indem er den Beschauer anblickt, mit der Linken auf Maria und den Heiland deutet, und die heil. Katharina, welche ihr Richtschwert in der Rechten hält und den linken Fuss auf ihr Rad setzt. Oben haben sich zwei nackte Engelknäblein aus der Glorie hervorgewagt und umschweben mit gefalteten Händen anbetend das Haupt der Jungfrau.“

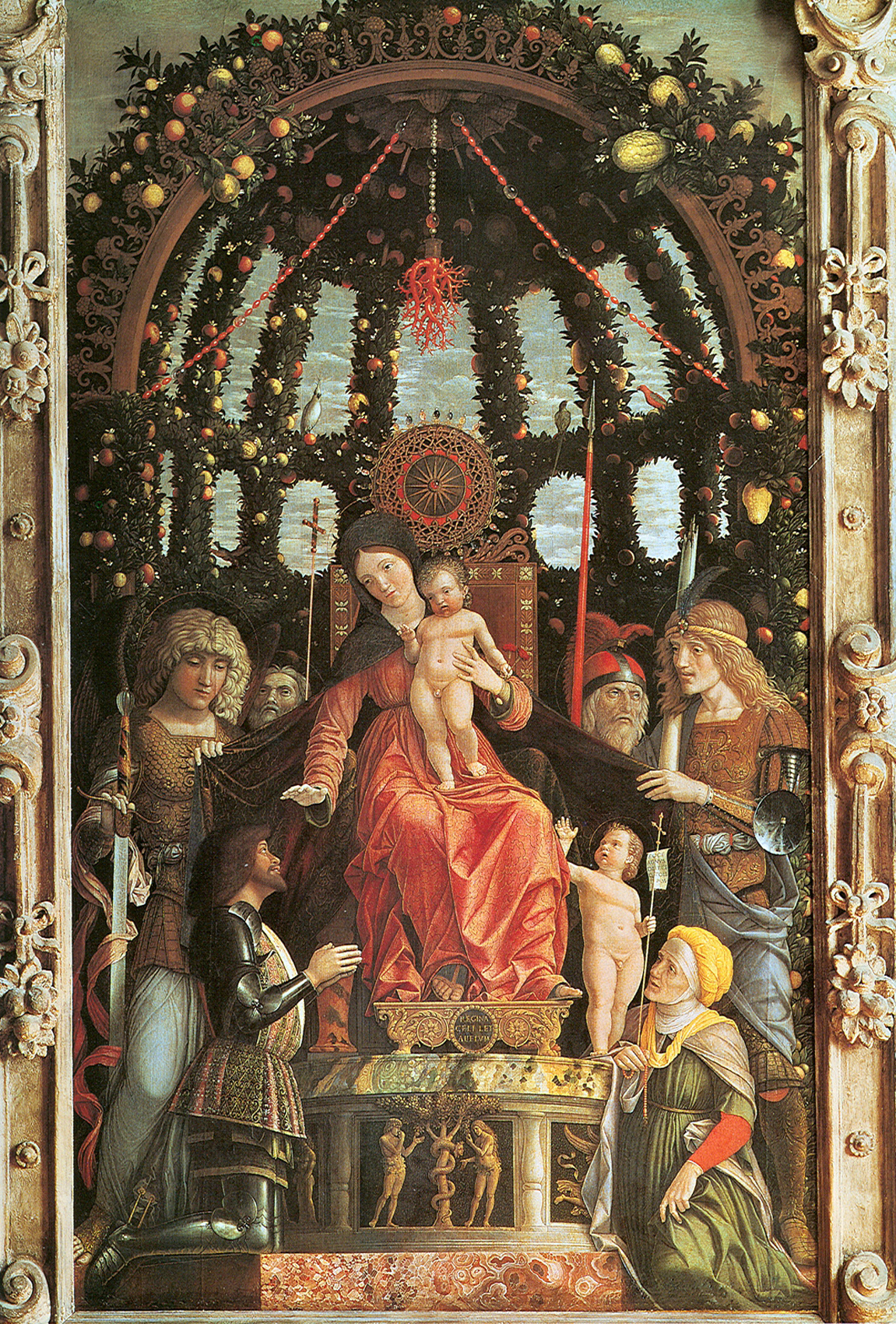
Madonna della Vittoria von Andrea Mantegna

Dargestellt ist eine Sacra Conversazione, eine Darstellung der thronenden Madonna gemeinsam mit Heiligen in einer spirituellen Konversation. Dieses Bild gilt als erstes eigenständiges Gemälde von Correggio, in dem er als einer der ersten Künstler nach Raffael den Stil des 15. Jahrhunderts Quattrocento in den des 16. Jahrhunderts  Cinquecento überführt. Damit  werden hier erste barocke Anklänge sichtbar. Ein Vergleich mit der als Vorbild für dieses Bild angesehenen Madonna della Vittoria von Andrea Mantegna, 1495 entstanden und heute im Louvre zu sehen, mag diese These untermauern.
Begründet wurde dieser als Sfumato bezeichnete weichere Stil von Leonardo da Vinci, der in  seinem Traktat Das Buch von der Malerei, entstanden um 1500, diesen auch theoretisch begründet:

„. . . Wenn Du Historien componirst, so führe die Körpergliederungen, die in denselben vorkommen, nicht sofort mit scharfbegrenzter Linie  bis in’s Einzelne aus, sonst wird dir begegnen, was gar vielen Malern zu begegnen pflegt, die jeden geringsten Kohlenstrich gleich gelten lassen wollen. [. . .]
Hast du nie die Dichter beobachtet, wenn sie Verse machen? Die mühen sich nicht darum, schöne Buchstaben zu malen, und es verschlägt ihnen nichts, einige Verse wieder ausstreichen zu müssen, um bessere zu machen. So componire du Maler also die Glieder deiner Figuren aus dem Groben und richte deine Aufmerksamkeit zuerst auf die Bewegungen, dass dieselben für den Ausdruck der Seelenzustände der beseelten Wesen passen, aus denen deine Historie besteht, und nachher achte auf Schönheit und Güte der Glieder. Denn du musst wissen, dass ein solcher unausgebildeter Compositionsentwurf, wenn er dir in Bezug auf die Erfindung gelingt, nachher nur um so mehr gefallen wird, wenn er sich später mit der schicklichen Vollendung aller einzelnen Theile schmückt. . . .(I, S. 223)“

Als Zeitgenosse Leonardo da Vincis wurde Correggio sicherlich von ihm bewusst oder unbewusst beeinflusst, in der Literatur wird auch eine direkte Begegnung in Betracht gezogen.

### Die Architektur
Der Thron der Madonna steht unter einer Säulenarchitektur, die nach oben mit einem Bogen, der vom Bildrand abgeschnitten ist,  geschlossen wird. Diese Architektur erinnert an einen antiken Triumphbogen, der in freier Landschaft angeordnet ist. Direkt links hinter dem Thron ist das Teil einer liegenden Säule zu sehen, die als Verweis auf die untergegangene Zeitepoche der Antike gelten kann. Durch den fragil wirkenden Standort des Thrones direkt auf der Grasnarbe wird der Eindruck verstärkt, dass Correggio hier den Thron ganz bewusst wie ein Provisorium in der freien Natur angeordnet hat, im Gegensatz zu der bis dahin dominierenden Anordnung in einem prachtvollen Kirchenraum. Dies könnte eine Reminiszenz an seine Auftraggeber, den Minoriten und deren Armutsideal sein.

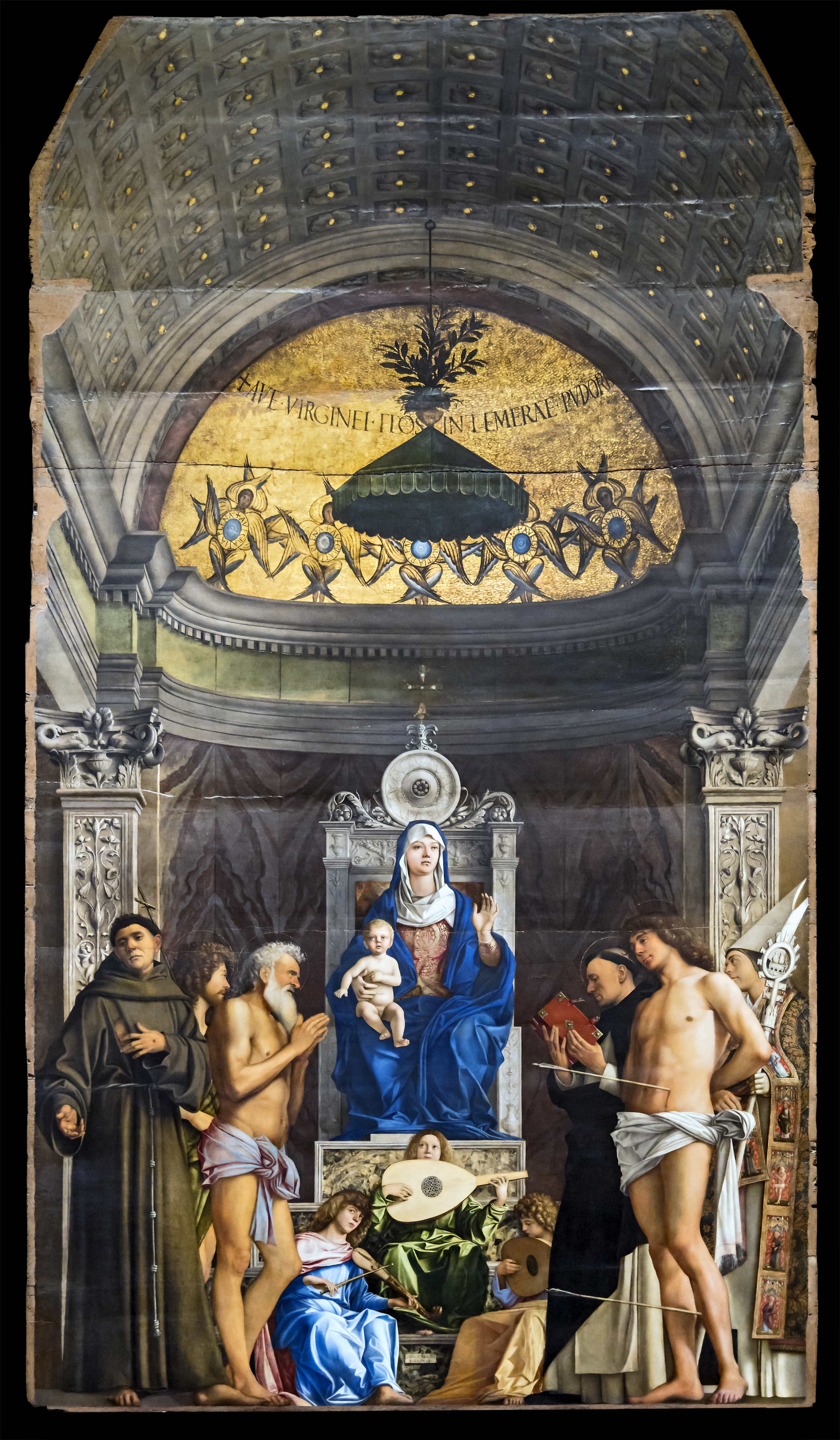
Giovanni Bellini: Altarbild von San Giobbe
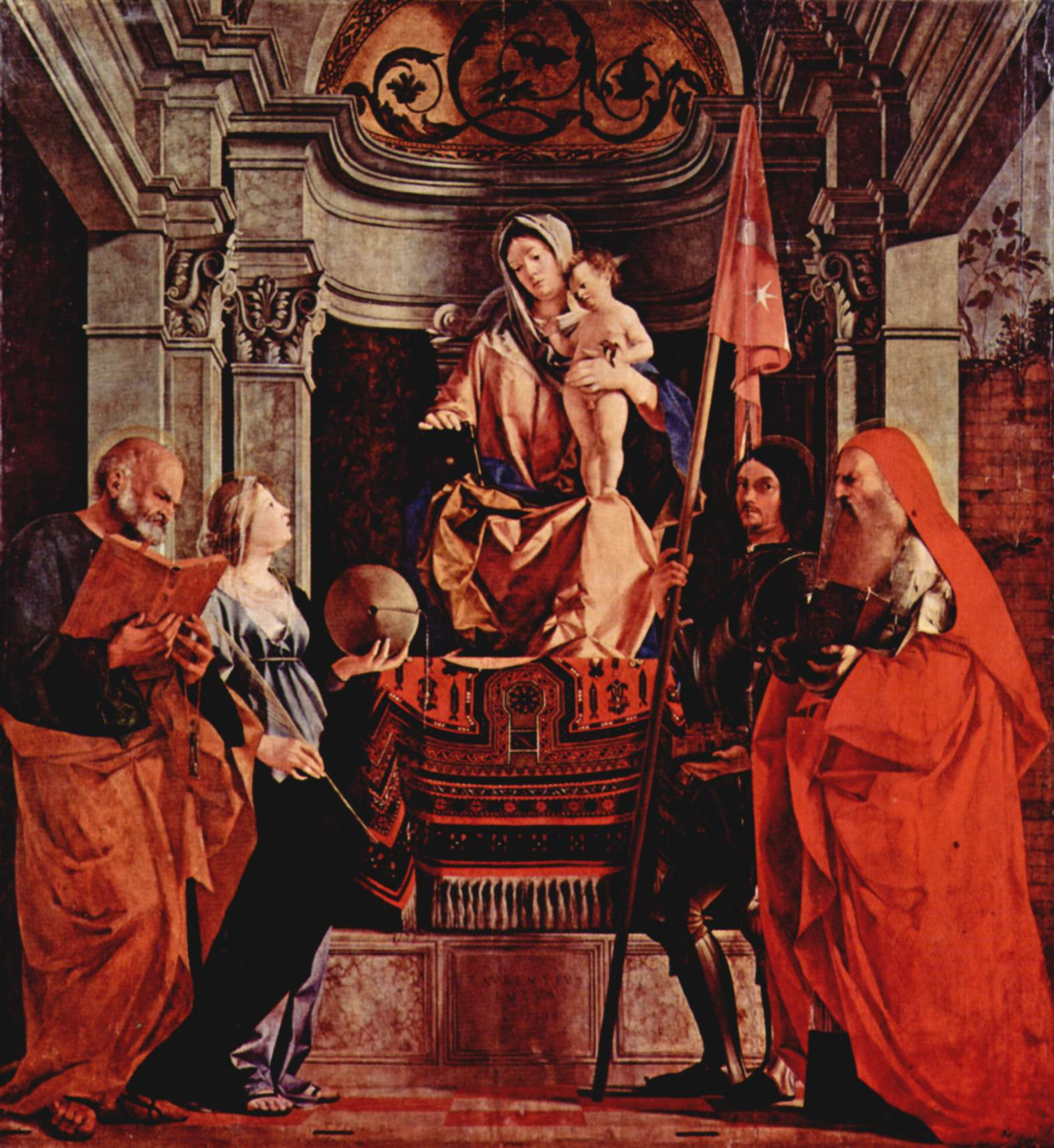
Lorenzo Lotto: Altarbild von Santa Cristina al Tiverone
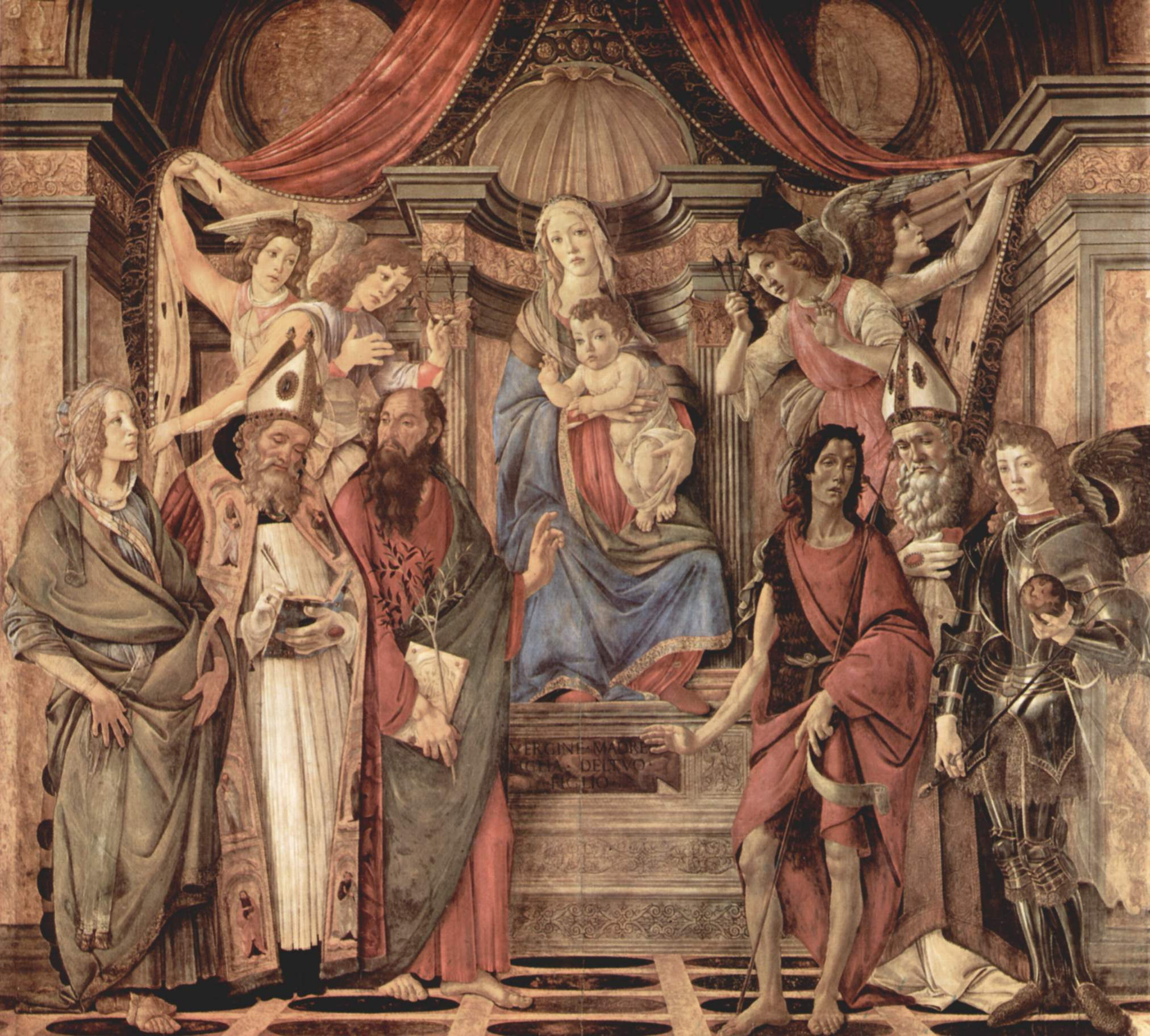
Sandro Botticelli: Altarbild von San Barnaba
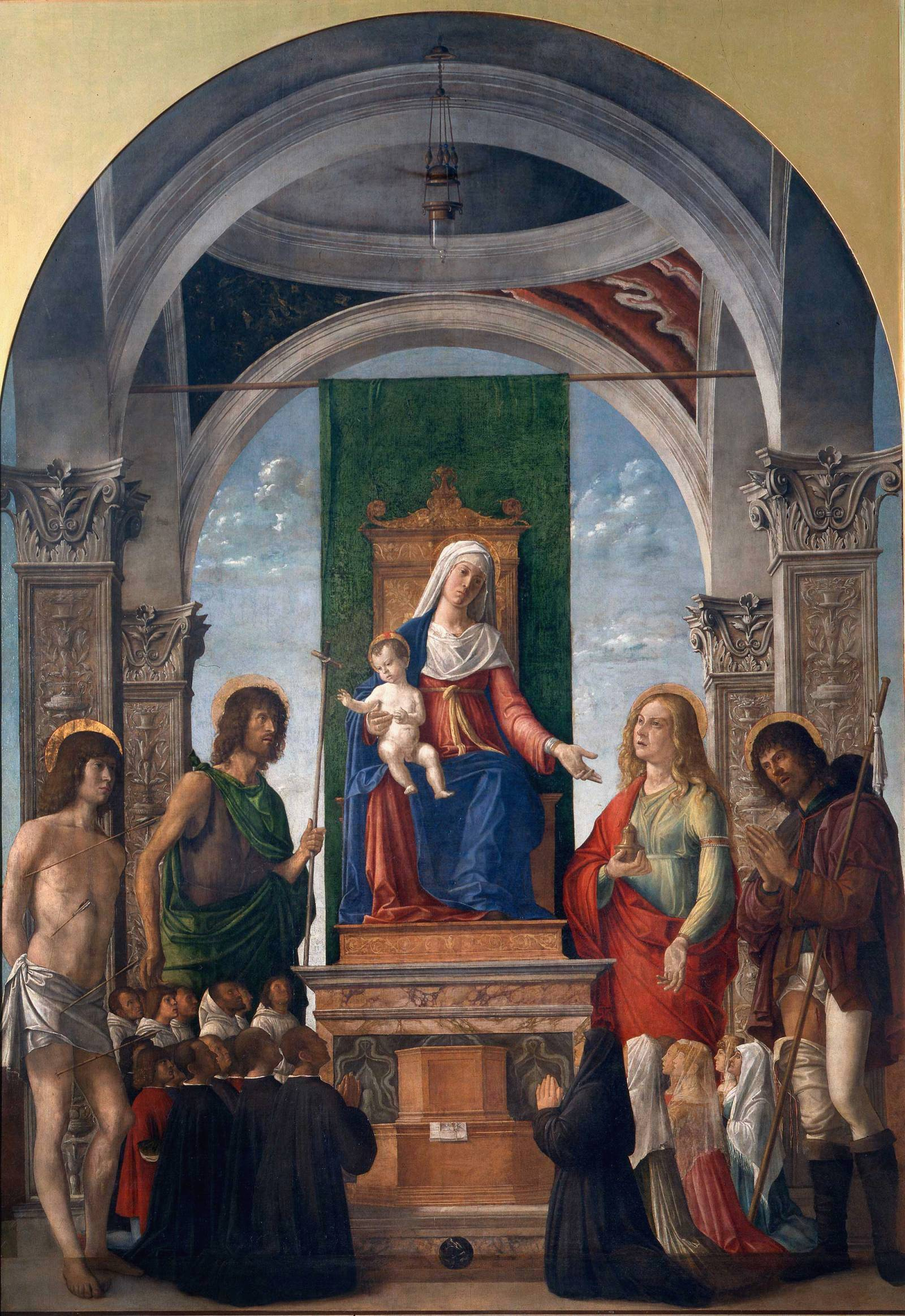
Cima da Conegliano: Sacra Conversazione

Der Sockel des Thrones beinhaltet eine Darstellung des Sündenfalls. Über diesem Sockel, vor einem starken Säulenstumpf,  ist ein mit Lorbeerlaub umkränztes Medaillon angeordnet, das Moses mit den Gesetzestafeln zeigt. Dieses Medaillon wird von zwei lebensecht gestalteten Putten gehalten, die mit ihren linken Armen, wie lebende Karyatiden,  eine mit Akanthusranken verzierte Plinthe tragen, die wiederum als Unterbau für den eigentlichen Thron Marias dient.

### Die Figuren

#### Anordnung
Die Figuren sind entsprechend der zeitgenössischen Tradition in einem gleichschenkligen Dreieck angeordnet, der der gesamten Komposition einen monumentalen Charakter und der Bildfläche eine angemessene Ausgewogenheit verleiht. Die Basis des Dreiecks bildet der Thronsockel,  die Spitze das Haupt der Madonna. Der rechte Schenkel des Dreiecks wird durch das Spielbein des Täufers und die aufblickende heilige Katharina gebildet, der linke Schenkel durch den  Arm der Madonna und die linke Kontur des heiligen Franziskus. Über dem Haupt der Madonna kreisen zwei, nur teilweise geflügelte Engel mit gefalteten Händen, über die sich eine  Kuppel von zehn aus den Wolken schauenden  Engelsköpfen spannt.

#### Beschreibung
- Johannes der Täufer wird häufig in der Sacra Conversazione gemeinsam mit anderen Heiligen dargestellt, sehr oft mit dem heiligen Franziskus, der ein großer Verehrer von ihm war. Traditionell dargestellt als barfüßiger Asket mit ungepflegtem Bart und Frisur, trägt er einen roten Stoffmantel über seinem Leibrock aus Kamelhaar. Seine  Attribute in diesem Bild sind:
  - der Kreuzstab,
  - der Zeigegestus der rechten Hand als Zeugnis für Christus.[6]

- Die heilige Katharina steht links hinter dem Täufer. Ihre gesamte Körperhaltung bringt ihre Liebe zu den inthronisierten Figuren zum Ausdruck, speziell durch die Kopfhaltung, den geöffneten Mund und das himmelnde Auge. Ihr schmachtender Blick wird aber nicht erwidert, Maria und das Kind blicken in die andere Richtung. Dies geht auf die legendäre sposalizio Katharinas mit dem Christuskind zurück, das sich abwandte, da sich Katharina nicht ausreichend auf diese Begegnung vorbereitet hatte.[7] Sie trägt ein gelbrotes Gewand mit einer goldenen Borte, darüber einen dunkelbraunen Mantel. Ihre Attribute sind:
  - das Rad (hier mit der Signatur des Künstlers), auf den sie ihren linken bloßen Fuß stützt,
  - das Schwert,
  - die Palme,
  - die Krone (an den Sockel des Thrones gelehnt).

- Gegenüber der heiligen Katharina steht der heilige Antonius von Padua, der für einige Zeit  Provinzial im Orden der Franziskaner   für die Region Emilia, der Heimatregion Correggios, war. Er steht barfüßig, halb verdeckt hinter dem Ordensgründer und seinem Patron und Lehrer, dem heiligen Franziskus. Seine Attribute sind:
  - die Lilie,
  - das Buch.

- Vor ihm steht der heilige Franziskus, gewandet ist er wie der heilige Antonius in grüngrauem Habit, hier aber mit abgenommener Kapuze. Er hat das Knie gebeugt, sein anhimmelnder Blick geht in Richtung Madonna mit dem Kinde. An seinen Händen und Füßen sind verheilte Wundmale zu sehen, er zeigt mit der rechten Hand auf die mit der Lanze eines Schächers gestochene  Wunde in der Brust. Auch er ist barfuß dargestellt, der Legende nach hat er seit dem Jahre 1208 auf das Tragen von Schuhen verzichtet.[6] Seine Attribute sind:
  - das Ordensgewand,
  - die Wundmale.

- Die Madonna mit dem Jesusknaben sitzt auf dem Thron hoch über den Köpfen der Heiligen, vor dem hellen Hintergrund des Himmels hebt sich ihre Kontur klar und deutlich ab. Über ihrem Haupt spannt sich wie eine Kuppel ein Halbkreis von Engelsköpfen, die aus den Wolken herausschauen.  Mit ihrer rechten Hand bedeutet sie dem heiligen Franziskus, niederzuknien und das segnende Kind anzubeten.[5] Gekleidet ist sie in der traditionell blauen Pänula mit Kapuze, die sie über einem roten Hemd trägt. Über ihre rechte Schulter und die Brust ist ein transparenter goldener Stoffschleier gelegt.

Sämtliche Figuren tragen einen Heiligenschein. Die Gesamtkomposition kann als gültiges Beispiel für eine Darstellung Marias als Himmelskönigin, als Majestà, gelten.

## Provenienz
Der Künstler wurde am 30. August 1514 von den Mönchen des Minoritenklosters zu Correggio mit der Anfertigung einer Altartafel für ihre Kirche S. Francesco in Correggio beauftragt. Als Vergütung wurde ein Preis von 100 Dukaten vereinbart, die Restsumme wurde pünktlich nach Ablieferung des Gemäldes am 4. April 1515 gezahlt. Aus dieser Kirche gelangte es später in die Sammlung der herzoglichen Galerie in Modena  und von dort gemeinsam mit 100 weiteren Gemälden 1746 nach Dresden.